# Вардарска бановина
Вардарска бановина је била бановина (покрајина, регија) у Краљевини Југославији од 1929. до 1941. године. Налазила се у јужном делу Краљевине и обухватала је целу данашњу Северну Македонију, јужне делове централне Србије и јужне делове Косова. Добила је име по реци Вардар и административно средиште бановине је било Скопље.
Године 1941, у Другом светском рату, силе Осовине су окупирале Вардарску бановину и подијелиле је између Бугарске, окупацијских зона нацистичке Немачке у Србији и окупацијских зона фашистичке Италије у Албанији. После завршетка Другог светског рата, највећи дио бановине је постао део Социјалистичке Републике Македоније, док је мањи северни део припао СР Србији. Обје републике су до 1991. године биле у саставу Социјалистичке Федеративне Републике Југославије.

## Демографија
| Попис становништва Краљевине Југославије 1931. (по вероисповести) | Попис становништва Краљевине Југославије 1931. (по вероисповести) | Попис становништва Краљевине Југославије 1931. (по вероисповести) | Попис становништва Краљевине Југославије 1931. (по вероисповести) |
| вера                                                              | број верника                                                      | %                                                                 |                                                                   |
| ----------------------------------------------------------------- | ----------------------------------------------------------------- | ----------------------------------------------------------------- | ----------------------------------------------------------------- |
| православна                                                       | 1.046.039                                                         | 66,45%                                                            |                                                                   |
| римокатоличка                                                     | 18.474                                                            | 1,17%                                                             |                                                                   |
| евангелистичка                                                    | 430                                                               | 0,02%                                                             |                                                                   |
| остале хришћанске                                                 | 2.346                                                             | 0,15%                                                             |                                                                   |
| исламска                                                          | 499.362                                                           | 31,72%                                                            |                                                                   |
| без конфесије                                                     | 7.594                                                             | 0,48%                                                             |                                                                   |
| УКУПНО                                                            | 1.574.245                                                         | 100%                                                              |                                                                   |

## Управна подручја
Вардарска бановина се састојала из 44 среза:
| - | - Шар-планина (Призрен), - Гора (Драгаш), - Подгора (Сува Река), - Неродимље (Урошевац), - Доњи Полог (Тетово), - Горњи Полог (Гостивар), - Галич (Ростуша), - Дебар, - Струга, - Грачаница (Приштина), - Качаник, | - Гњилане, - Прешево, - Преспа (Ресан), - Охрид, - Кичево, - Крушево, - Поречки (Јужни Брод), - Прилеп, - Битољ, - Кавадар, - Морихово, | - Неготин на Вардару, - Скопље, - Куманово, - Велес, - Овче Поље (Свети Никола), - Штип, - Кочане, - Радовиште, - Струмица, - Дојран (Валандово), - Ђевђелија, | - Крива Паланка, - Кратово, - Царево Село, - Малеш (Берово), - Босиљград, - Власотинце, - Јабланица, - Лесковац, - Масурица, - Пољаница и - Пчиња. |

## Банови
Банови Вардарске бановине у периоду 1929—1941. су били:
| Портрет | Ред | Име и презиме (Датум рођења и смрти) | Почетак мандата    | Крај мандата       | Странка |
| ------- | --- | ------------------------------------ | ------------------ | ------------------ | ------- |
|         | 1.  | Живојин Лазић (1876—1958)            | 9. октобар 1929    | 1932               |         |
|         | 2.  | Добрица Матковић (1887—1973)         | 1932               | 1933               |         |
|         |     | Алекса Станишић (1877—1934)          | март 1934          | 26. август 1934    |         |
|         | 3.  | Драгослав Ђорђевић                   | 1933               | 1935               |         |
|         | 4.  | Ранко Трифуновић (1878—1939)         | 1935               | 16. септембар 1936 |         |
|         | 5.  | Душан Филиповић (вд.)                | 16. септембар 1936 | 1936               |         |
|         | 6.  | Драган Пауновић                      | 20. август 1936    | 1937               |         |
|         | 7.  | Марко Новаковић                      | 28. јул 1937       | 1939               |         |
|         | 8.  | Владимир Хајдук-Вељковић (1892—1939) | 25. фебруар 1939   | 6. септембар 1939  |         |
|         | 9.  | Александар Цветковић (вд.)           | 1939               | 1939               |         |
|         | 10. | Александар Андрејевић (1877—?)       | 1939               | 1940               |         |
|         | 11. | Живојин Рафајловић (1871—1953)       | 26. јун 1940       | 1941               |         |

## Споменици културе
- Спомен-костурница Зебрњак 1937 година
- Српско војно гробље у Битољу.
- Ристићева палата
- Кајмакчалан
- Историјске статуе пре 1941, на левој, Петар I Карађорђевић(натпис је: Краљ Петар I, Ослободилац).
- Зграда вардарске бановине (данас Скупштина Републике Македоније)